# Sharif Atkins
Pour les articles homonymes, voir Atkins.
Sharif Atkins (né le 29 janvier 1975 à Pittsburgh en Pennsylvanie) est un acteur américain. Il a joué le rôle du docteur Michael Gallant, dans Urgences, de la saison 8 à la saison 10, puis un rôle récurrent dans les saisons 11 et 12.
Il a joué un rôle récurrent dans la série Les 4400.
De 2009 à 2014, Atkins a joué l'agent du F.B.I. Clinton Jones dans la série télévisée FBI : Duo très spécial.

## Biographie
Ses parents sont David Atkins et Jacqueline Atkins, il a une sœur, Makeba Atkins.

## Filmographie

### Acteur

#### Cinéma
- 1999 : Light It Up : Gunman
- 2006 : Paved with Good Intentions : Rick Balden
- 2010 : Preacher's Kid : Wynton
- 2014 : Les Gardiens de la Galaxie : Nova Arresting Pilot
- 2018 : The Open House : Chris
- 2021: Aftermath de Peter Whinter : le policier Richardson

#### Courts-métrages
- 2001 : Out of Exile
- 2004 : Something for Nothing
- 2007 : Privacy Policy
- 2012 : The Hypnotist
- 2015 : Oceanus: Act One
- 2017 : Brothers Blood

#### Télévision

##### Séries télévisées
- 1998-1999 : Demain à la une : Garde du corps / Caissier
- 1999 : Turks : Garçon noir
- 2001 : Lydia DeLucca : Joueur de football
- 2001 : Washington Police : Cyrus Sparks
- 2001-2006 : Urgences : Michael Gallant
- 2002 : Arliss : Jordan
- 2004 : Hawaii : John Declan
- 2005-2006 : Eve : Grant
- 2005-2006 : Les 4400 : Gary Navarro
- 2006 : Dernier recours : Ty Furlong
- 2007 : Close to Home : Juste Cause : Greg Ogletree
- 2007-2008 : Numb3rs : Clay Porter, Jr. / Clay Porter
- 2008 : Raising the Bar : Justice à Manhattan : Andy Hamilton
- 2009 : Cold Case : Affaires classées : James Valentine
- 2009 : Esprits criminels : William Hightower
- 2009 : Les Experts : Miami : Mathew Sloan
- 2009 : My Manny : Mike
- 2009-2014 : FBI : Duo très spécial : Clinton Jones
- 2010 : The Good Wife : AUSA Harrison Rivers
- 2011 : Chase : Mark
- 2012 : Dr House : Hayes
- 2015 : Rizzoli and Isles : Agent Burns
- 2015 : Sleepy Hollow : Calvin Riggs
- 2016 : Lucifer : Procureur Earl Steadman
- 2017 : SEAL Team : Beau Fuller
- 2018 : The Gifted : Quinn
- 2019 : Shameless : Peter Naylor
- 2019 : God Friended Me : Ben Evans
- 2019 : Pearson : Maire Mark Taylor
- 2019 : Magnum P.I. : Détective Richard Johnson
- 2019 : Good Doctor : Kane Omar
- 2021-2024 : NCIS: Hawaiʻi : Sergent d'artillerie Norman « Boom Boom » Gates
- 2021 : 9-1-1: Lone Star : Victor
- 2021 : Reine du Sud : Capitaine Eli Gamble
- 2022 : The Rookie : Le Flic de Los Angeles : Officier de police
- 2024 : Moi, Ben : Darren Kennedy
- 2025 : Chicago Med : Joe Thomas

##### Téléfilms
- 2002 : The Big Time : Joe Royal
- 2009 : The New 20s: Episodes 1 : Ralph
- 2016 : Second Sight : Richard
- 2017 : Amy's Brother : Christian Chase

### Producteur

#### Courts-métrages
- 2004 : Something for Nothing